# Miji (Kandis)
Miji is een bestuurslaag in het regentschap Ogan Ilir van de provincie Zuid-Sumatra, Indonesië. Miji telt 1296 inwoners (volkstelling 2010).